# Telescopio Mayall

## Panoramica
Il telescopio Mayall, dedicato a Nicholas U. Mayall, direttore dell'osservatorio di Kitt Peak per 11 anni, è un telescopio riflettore con uno specchio del diametro di 4 metri, di tipo Cassegrain. La sua prima luce è stata nel 1973 e nell'osservatorio di Cerro Tololo si trova un altro telescopio identico a questo. La cupola è posta su una torre alta 56 metri e resistente a venti di 193 Km/h, dentro la quale c'è un pilastro di cemento che regge il telescopio; nel 1997 sono stati aggiunti 22 sfoghi d'aria per controllarne meglio la circolazione.

### The Dark Energy Spectroscopic Instrument (DESI)
Ad ottobre 2019 è entrato in funzione un nuovo strumento: uno spettroscopico per lo studio dell'energia oscura (DESI) volto a misurare l'effetto di tale energia sull'espansione dell'universo. L'obiettivo è quello di acquisire spettri ottici per decine di milioni di quasar e galassie, costruendo una mappa 3D dell'universo sino a 11 miliardi di anni luce. DESI è dotato di una fotocamera con un campo visivo di 8 gradi quadrati, circa 40 volte l'area della Luna piena ed il sistema di acquisizione dispone di 5000 fibre ottiche, consentendo così di campionare altrettante sorgenti ogni 20 minuti di tempo di esposizione. La sua prima luce è stata effettuata sulla galassia del triangolo

## Note

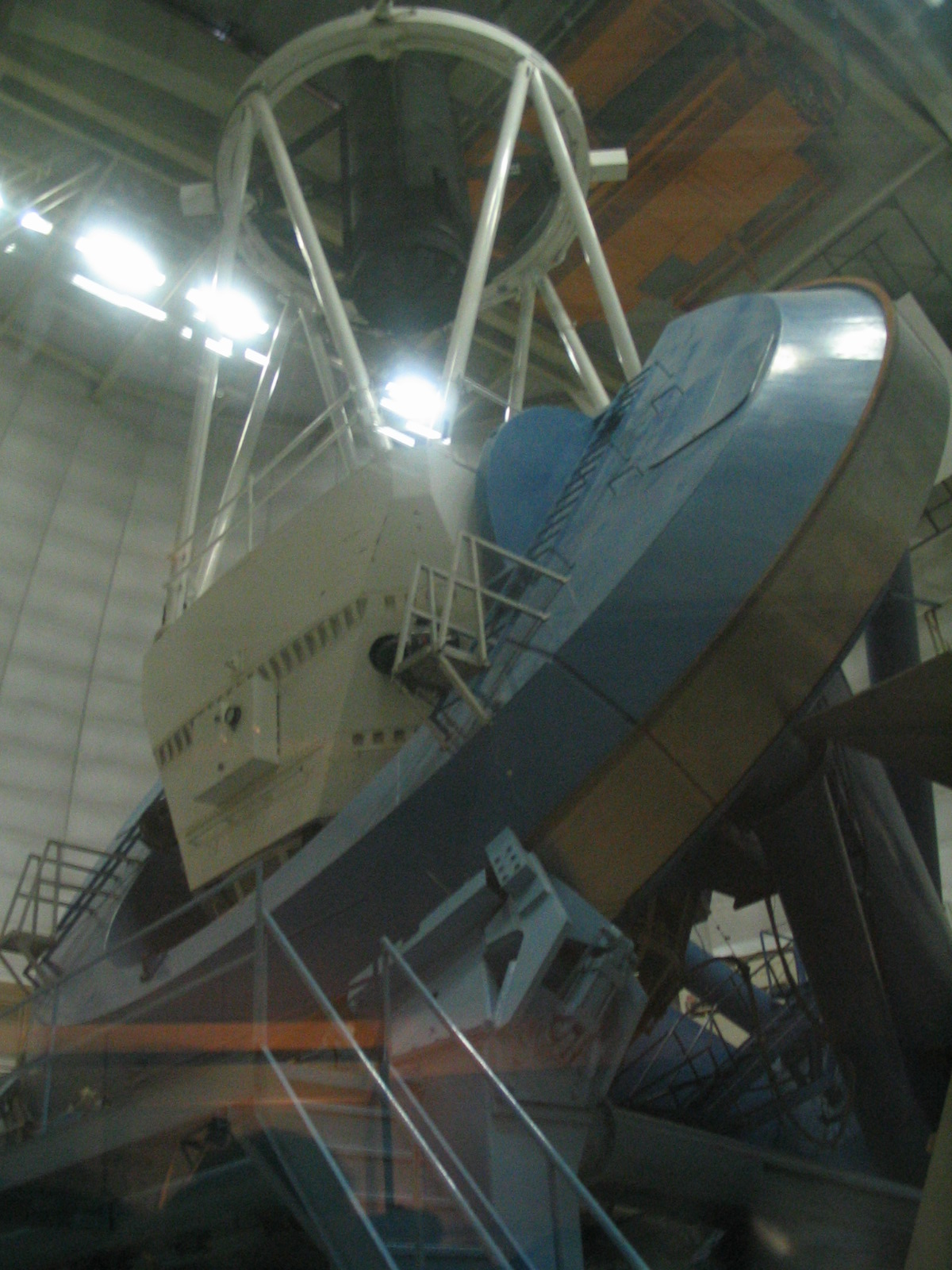
Telescopio visto dall'interno